# خوليو رامون غوميز باندو
خوليو رامون غوميز باندو (بالإسبانية: Julio Ramón Gómez Pando)‏ (مواليد 29 ديسمبر 1959) هو ملاكم إسباني، مثّل بلاده في الألعاب الأولمبية الصيفية 1984.

## روابط خارجية
خوليو رامون غوميز باندو على موقع أوليمبيديا (الإنجليزية)